# Guillermo Barros Schelotto

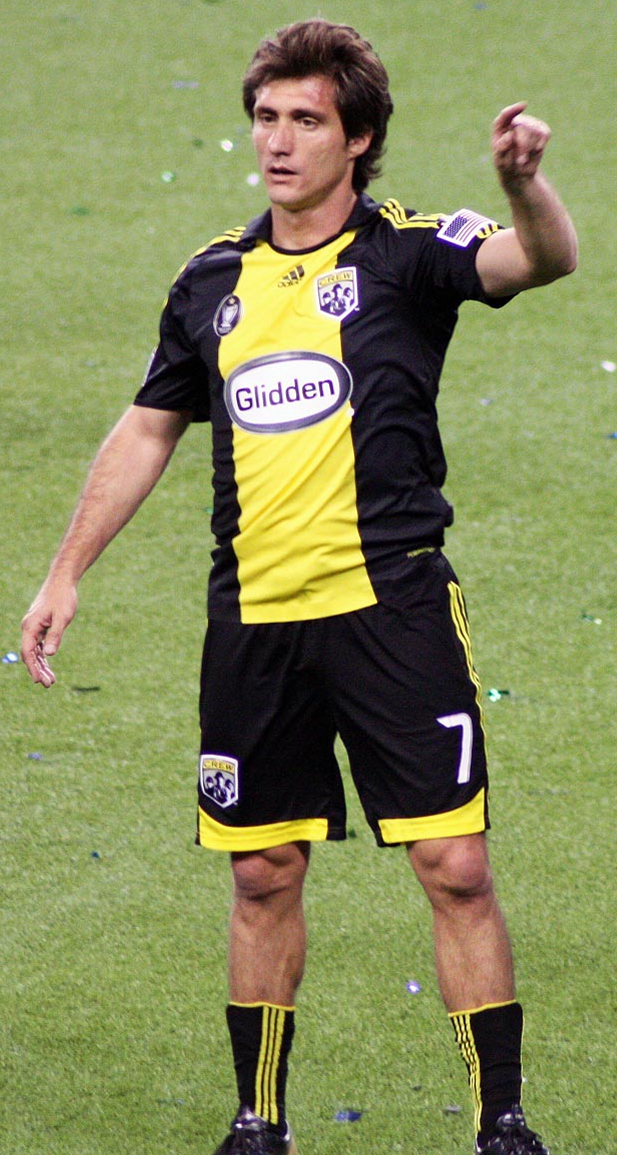
Barros Schelotto under sin tid i Columbus Crew.

Guillermo Barros Schelotto, född den 4 maj 1973 i La Plata, är en argentinsk före detta professionell fotbollsspelare, senare tränare. Han var senast förbundskapten för Paraguays herrlandslag.

## Spelarkarriär
Barros Schelotto började sin karriär i Gimnasia La Plata som ung. Han fick chansen i A-laget i slutet av 1991 och där blev han bofast under de kommande sex åren. Totalt gjorde han 45 mål på 181 matcher för Gimnasia La Plata innan han flyttade till den argentinska storklubben Boca Juniors, där han gjorde 61 mål på 210 matcher och vann Primera División sex gånger, och en rad internationella titlar som Copa Libertadores fyra gånger och Interkontinentala cupen två gånger.
2007 bar det av till USA och spel i Major League Soccer (MLS) med Columbus Crew. Säsongen 2008 vann Crew MLS Cup för första gången och Barros Schelotto blev utsedd till både ligans och slutspelets mest värdefulla spelare (MVP).

## Tränarkarriär
Barros Schelottos första uppdrag som tränare kom för argentinska Lanús 2012. 2016 var han under en kort period tränare för italienska Palermo, men blev inte godkänd som officiell tränare av Uefa. Strax efter det tog han över sin gamla klubb Boca Juniors och 2019–2020 tränade han Los Angeles Galaxy.
I oktober 2021 utsågs Barros Schelotto till förbundskapten för Paraguays herrlandslag, som vid tillfället låg åtta av tio landslag i kvalet till VM 2022. Han fick sparken i september 2023 efter att Paraguay förlorat en match mot Venezuela.

## Statistik

### Primera División
| Säsong  | Klubb             | Liga             | Matcher | Mål |
| ------- | ----------------- | ---------------- | ------- | --- |
| 1991/92 | Gimnasia La Plata | Primera División | 25      | 5   |
| 1992/93 | Gimnasia La Plata | Primera División | 36      | 8   |
| 1993/94 | Gimnasia La Plata | Primera División | 34      | 6   |
| 1994/95 | Gimnasia La Plata | Primera División | 29      | 6   |
| 1995/96 | Gimnasia La Plata | Primera División | 24      | 6   |
| 1996/97 | Gimnasia La Plata | Primera División | 33      | 14  |
| Totalt  | Totalt            | Totalt           | 181     | 45  |
| 1997/98 | Boca Juniors      | Primera División | 33      | 6   |
| 1998/99 | Boca Juniors      | Primera División | 28      | 10  |
| 1999/00 | Boca Juniors      | Primera División | 26      | 11  |
| 2000/01 | Boca Juniors      | Primera División | 17      | 6   |
| 2001/02 | Boca Juniors      | Primera División | 22      | 7   |
| 2002/03 | Boca Juniors      | Primera División | 18      | 9   |
| 2003/04 | Boca Juniors      | Primera División | 15      | 6   |
| 2004/05 | Boca Juniors      | Primera División | 14      | 2   |
| 2005/06 | Boca Juniors      | Primera División | 23      | 3   |
| 2006/07 | Boca Juniors      | Primera División | 14      | 1   |
| Totalt  | Totalt            | Totalt           | 210     | 61  |
| Totalt  | Totalt            | Totalt           | 391     | 106 |

### Major League Soccer

#### Grundserien
| Säsong | Klubb         | Liga                | Matcher | Mål |
| ------ | ------------- | ------------------- | ------- | --- |
| 2007   | Columbus Crew | Major League Soccer | 22      | 5   |
| 2008   | Columbus Crew | Major League Soccer | 27      | 7   |
| 2009   | Columbus Crew | Major League Soccer | 17      | 10  |
| Totalt | Totalt        | Totalt              | 66      | 22  |

#### Slutspelet
| Säsong | Klubb         | Liga               | Matcher | Mål |
| ------ | ------------- | ------------------ | ------- | --- |
| 2008   | Columbus Crew | MLS Cup-slutspelet | 4       | 0   |
| Totalt | Totalt        | Totalt             | 4       | 0   |

## Privatliv
Barros Schelotto har en tvillingbror, Gustavo Barros Schelotto, som har spelat bland annat för Boca Juniors, Gimnasia La Plata, Villarreal, Rosario Central och Racing Club.